# Archiatriplex nanpinensis
Archiatriplex nanpinensis là loài thực vật có hoa thuộc họ Dền. Loài này được G.L.Chu mô tả khoa học đầu tiên năm 1987.